# Acrocomia media
Acrocomia media es una especie de plantas de la familia de las palmeras (Arecaceae). Originarias de Puerto Rico y de las Islas Vírgenes.

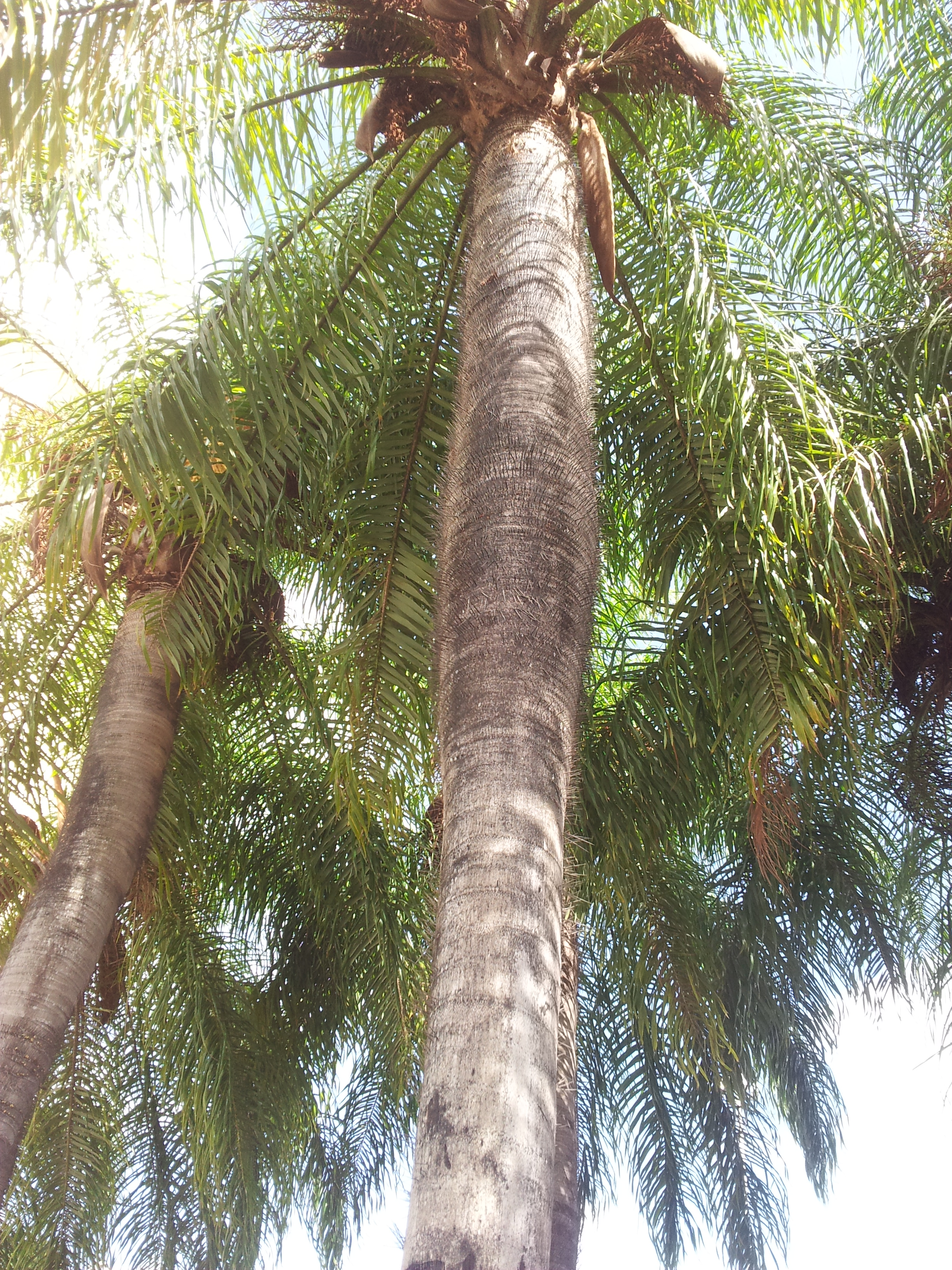
Vista de la planta

## Descripción
Es una palmera solitaria con las hojas pinnadas con un robusto estípite espinoso. Por lo general, alcanza una altura de 8 a 10 metros, aunque a veces crece hasta  los 15 metros  de altura, con un diámetro de 20 a 30 cm. Se distingue por una copa más densa que las demás palmas.Florece y fructifica durante todo el año. Produce racimos de pequeñas flores amarillas pálidas. La fruta de 3,5 cm de diámetro, es amarilla y con una semilla que contiene una sustancia aceitosa comestible.

## Distribución y hábitat
Se encuentra en Santo Tomás y Puerto Rico, mayormente en regiones calizas húmedas y costeras. El municipio de Corozal es muy probable fuera nombrado por el nombre vulgar de la especie.

## Taxonomía
El botánico americano George Proctor considera A. media como una especie válida independiente sobre la base de su más corto y más delgado tronco, pero otros autores consideran que es un sinónimo de Acrocomia aculeata.
Acrocomia media fue descrita por Orator F. Cook  y publicado en Bulletin of the Torrey Botanical Club 566. 1901.
Etimología
Acrocomia: nombre genérico que deriva de las palabras akros que significa "alto" y kome que significa "pelo o mechón", tal vez refiriéndose a la corona de hojas en la punta tallo.
media: epíteto derivado del latín que significa "intermedia".
Acrocomia media se la conoce comúnmente como coroso o palma de coroso en Puerto Rico.